# Elijah Just
Elijah Just (1 de mayo de 2000) es un futbolista neozelandés que juega como delantero en el Motherwell F. C. de la Scottish Premiership.

## Trayectoria

### Western Suburbs
Jugó para Western Suburbs en la Central Premier League que cuenta con equipos de la mitad inferior de la Isla Norte de Nueva Zelanda. Formó parte del equipo que ganó la Central Premier League en 2017 y fue subcampeón de la Copa Chatham 2018.

### Eastern Suburbs
Formó parte del equipo ganador de la ISPS Handa Premiership 2018-19 de Eastern Suburbs, que ganó la serie final de la liga, clasificándose para la Liga de Campeones de la OFC. Terminó la temporada jugando 20 partidos y marcando 7 goles.

## Selección nacional

### Sub-17
Just formó parte de la selección de Nueva Zelanda sub-17 que ganó el Campeonato Sub-17 de la OFC 2017, clasificándose para el Mundial Sub-17 que se disputó en la India.  Acabó de jugar los tres partidos que jugó la selección sub-17 en la Copa del Mundo y fue capitán del equipo en el segundo partido contra Paraguay.

### Sub-20
Fue llamado originalmente para formar parte de la selección de fútbol sub-20 de Nueva Zelanda que disputó el Campeonato Sub-20 de la OFC en Tahití pero se retiró por compromisos del club con Western Suburbs. Aunque no jugó en el Campeonato Sub-19 de la OFC, el equipo se clasificó para el Mundial Sub-20 en Polonia y Just fue parte del equipo que viajó al torneo. Jugó en 3 partidos, anotando un gol en su derrota de octavos de final por penales ante Colombia.

### Absoluta
Debutó en la selección nacional con Nueva Zelanda en un amistoso contra Irlanda, comenzando en su derrota por 1-3.

## Clubes
| Club                    | País          | Año       |
| ----------------------- | ------------- | --------- |
| Western Suburbs         | Nueva Zelanda | 2015-2019 |
| Eastern Suburbs         | Nueva Zelanda | 2019      |
| F. C. Helsingør         | Dinamarca     | 2019-2022 |
| AC Horsens              | Dinamarca     | 2022-2025 |
| SKN St. Pölten (cedido) | Austria       | 2024-2025 |
| Motherwell F. C.        | Escocia       | 2025-     |

## Palmarés

### Títulos internacionales
| Título                         | Equipo        | País         | Año  |
| ------------------------------ | ------------- | ------------ | ---- |
| Copa de las Naciones de la OFC | Nueva Zelanda | Fiyi Vanuatu | 2024 |